# Sopor
Sopor je druhý stupeň kvantitativní poruchy (tzv. zastřeného) vědomí, těžší než somnolence, lehčí než kóma. Pacient je ve stavu podobném hlubokému spánku, ze kterého je ho možné probudit jen na krátký čas intenzívním podnětem (většinou bolestivým). Přímý kontakt nelze navázat, reaguje jen otevřením očí, gestem, mimikou, případně krátkou nesouvislou slovní/zvukovou reakcí.
Stupně kvantitativních poruch vědomí (od nejmírnější po nejtěžší):
1. Synkopa krátkodobá porucha vědomí se ztrátou svalového napětí
2. Somnolence reaguje na oslovení
3. Sopor
4. Koma nereaguje

V současnosti zdravotníci přesnější škálu Glasgowskou stupnici bezvědomí (GCS). Výšeuvedené latinské dělení je v obecné češtině terminologicky nepřesné, používá se v urgentní medicíně v podobě stupnice AVPU (Alert, Verbal, Pain, Unresponsive). 
Více v článku bezvědomí